# Fussball-Club Rot-Weiß Erfurt 2000-2001
Questa voce raccoglie le informazioni riguardanti il Fussball-Club Rot-Weiß Erfurt nelle competizioni ufficiali della stagione 2000-2001.

## Stagione
Nella stagione 2000-2001 il Rot Weiss Erfurt, allenato da Frank Engel e Hans-Ulrich Thomale, concluse il campionato di Regionalliga sud al 15º posto. In Coppa di Germania il Rot Weiss Erfurt fu eliminato al primo turno dall'Ulma.

## Rosa
| N. |                     | Ruolo | Calciatore        |
| -- | ------------------- | ----- | ----------------- |
| 4  | Croazia (bandiera)  | C     | Ivica Bančić      |
| 9  | Germania (bandiera) | A     | Frank Seifert     |
| 10 | Germania (bandiera) | C     | Jörg Emmerich     |
| 11 | Germania (bandiera) | A     | Ronny Hebestreit  |
| 16 | Germania (bandiera) | C     | Sebastian Hartung |
| 18 | Germania (bandiera) | D     | Tobias Friedrich  |
| 19 | Germania (bandiera) | C     | Silvio Pätz       |
| 20 | Germania (bandiera) | A     | Christian Müller  |
| 22 | Germania (bandiera) | D     | Danny Bach        |
| 26 | Germania (bandiera) | P     | Robert Reschke    |
| 28 | Germania (bandiera) | D     | Norman Loose      |
|    | Germania (bandiera) | P     | Steffen Kraus     |
|    | Germania (bandiera) | D     | Clemens Fritz     |

| N. |                      | Ruolo | Calciatore       |
| -- | -------------------- | ----- | ---------------- |
|    | Germania (bandiera)  | D     | Jens Große       |
|    | Bulgaria (bandiera)  | D     | Peter Kushev     |
|    | Germania (bandiera)  | D     | Frank Nierlich   |
|    | Germania (bandiera)  | D     | Heiko Nowak      |
|    | Germania (bandiera)  | D     | André Tews       |
|    | Germania (bandiera)  | C     | Heiko Cramer     |
|    | Germania (bandiera)  | C     | Marco Engelhardt |
|    | Germania (bandiera)  | C     | Christian Ertmer |
|    | Germania (bandiera)  | C     | Nico Kiehn       |
|    | Germania (bandiera)  | C     | Thomas Münzberg  |
|    | Germania (bandiera)  | C     | Nico Scheller    |
|    | Germania (bandiera)  | A     | Alexander Dürr   |
|    | Rep. Ceca (bandiera) | A     | Petr Němec       |

## Organigramma societario
Area tecnica
- Allenatore: Hans-Ulrich Thomale
- Allenatore in seconda:
- Preparatore dei portieri:
- Preparatori atletici:
- Analisi video:

## Calciomercato

### Sessione estiva
| Acquisti | Acquisti          | Acquisti          | Acquisti |
| R.       | Nome              | da                | Modalità |
| -------- | ----------------- | ----------------- | -------- |
| C        | Ivica Bančić      | Plauen            |          |
| A        | Alexander Dürr    | Lokomotive Lipsia |          |
| C        | Jörg Emmerich     | VfL Halle 1896    |          |
| D        | Tobias Friedrich  | Carl Zeiss Jena   |          |
| C        | Sebastian Hartung | Carl Zeiss Jena   |          |
| A        | Christian Müller  | Chemnitz          |          |
| D        | Frank Nierlich    | Plauen            |          |
| P        | Robert Reschke    | Zwickau           |          |
| A        | Frank Seifert     | Lokomotive Lipsia |          |

| Cessioni | Cessioni          | Cessioni        | Cessioni |
| R.       | Nome              | a               | Modalità |
| -------- | ----------------- | --------------- | -------- |
| A        | Heiko Liebers     | FC Ederbergland |          |
| C        | Piet Schönberg    | Sachsen Lipsia  |          |
| C        | Sandi Valentinčič | Ivančna Gorica  |          |
| C        | Jan Wehrmann      | Erfurt Nord     |          |

### Sessione invernale
| Acquisti | Acquisti     | Acquisti     | Acquisti |
| R.       | Nome         | da           | Modalità |
| -------- | ------------ | ------------ | -------- |
| D        | Peter Kushev | Uerdingen 05 |          |

| Cessioni | Cessioni | Cessioni | Cessioni |
| R.       | Nome     | a        | Modalità |
| -------- | -------- | -------- | -------- |

## Risultati

### Regionalliga

#### Girone di andata
| Arbitro: | Gruse |

|                                        |           |                  |
| Hebestreit 34’ Friedrich 49’ Němec 75’ | Marcatori | 33’, 63’ Vaccaro |

| Arbitro: | Perl |

|  |           |                |
|  | Marcatori | 89’ Hebestreit |

| Arbitro: | Trautmann |

|  |           |                 |
|  | Marcatori | 35’ Sprecakovic |

| Arbitro: | Sahler |

|                             |           |          |
| Rogosic 7’ Thiel 79’ (rig.) | Marcatori | 38’ Dürr |

| Arbitro: | Steinborn |

|                |           |           |
| Fritz 19’, 76’ | Marcatori | 44’ Mehic |

| Jena 1º settembre 2000, ore 19:00 CEST 6ª giornata | Carl Zeiss Jena | 0 – 0 referto | Rot-Weiß Erfurt | Ernst-Abbe-Sportfeld (10 142 spett.)\| Arbitro: \| Sippel \| |
| Arbitro:                                           | Sippel          |               |                 |                                                              |

| Arbitro: | Frey |

|                |           |                   |
| Hebestreit 63’ | Marcatori | 86’ (rig.) Jonjić |

| Arbitro: | Göbel |

|                                          |           |                           |
| Aygün 15’ Fuchs 30’ Miedl 66’ Schade 90’ | Marcatori | 1’ Scheller 7’ Engelhardt |

| Erfurt 23 settembre 2000, ore 14:00 CEST 9ª giornata | Rot-Weiß Erfurt | 0 – 0 referto | Karlsruhe | Steigerwaldstadion (4 700 spett.)\| Arbitro: \| Albrecht \| |
| Arbitro:                                             | Albrecht        |               |           |                                                             |

| Arbitro: | Kiefer |

|          |           |                |
| Klyk 83’ | Marcatori | 13’ Engelhardt |

| Arbitro: | Kammerer |

|           |           |  |
| Cramer 5’ | Marcatori |  |

| Arbitro: | Brombacher |

|            |           |           |
| Falter 16’ | Marcatori | 38’ Fritz |

| Arbitro: | Raquet |

|                      |           |                                                    |
| Cramer 37’ Fritz 38’ | Marcatori | 2’ Zellner 8’ Stieglmair 58’ Rosenwirth 87’ Fersch |

| Arbitro: | Kristek |

|          |           |             |
| Aziz 33’ | Marcatori | 61’ Seifert |

| Arbitro: | Viktora |

|                               |           |                       |
| Hebestreit 55’ Engelhardt 90’ | Marcatori | 23’ Barlecaj 75’ Fall |

| Arbitro: | Walz |

|                                |           |                                                  |
| Dürr 73’ (rig.) Hebestreit 90’ | Marcatori | 15’ Hargreaves 34’ Heller 68’, 78’, 85’ Di Salvo |

| Arbitro: | Welz |

|                                  |           |  |
| Bodenstein 45’, 84’ Bokatola 90’ | Marcatori |  |

#### Girone di ritorno
| Arbitro: | Bauer |

|                         |           |  |
| Tiffert 41’ Vaccaro 47’ | Marcatori |  |

| Arbitro: | Brych |

|                                     |           |  |
| Tews 46’ Němec 88’ Maier 90’ (aut.) | Marcatori |  |

| Arbitro: | Ortola-Knopp |

|  |           |           |
|  | Marcatori | 68’ Fritz |

| Arbitro: | Greipl |

|                            |           |  |
| Dürr 44’ (rig.) Kushev 75’ | Marcatori |  |

| Arbitro: | Sahler |

|                             |           |           |
| Naciri 44’ Silva 66’ (rig.) | Marcatori | 49’ Fritz |

| Erfurt 10 marzo 2001, ore 14:00 CET 23ª giornata | Rot-Weiß Erfurt | 0 – 0 referto | Carl Zeiss Jena | Steigerwaldstadion (9 800 spett.)\| Arbitro: \| Fandel \| |
| Arbitro:                                         | Fandel          |               |                 |                                                           |

| Arbitro: | Schalk |

|                      |           |           |
| van Buskirk 48’, 89’ | Marcatori | 12’ Fritz |

| Arbitro: | Kristek |

|                                           |           |  |
| Fritz 28’ Scheller 45’ Dürr 55’ Kiehn 89’ | Marcatori |  |

| Arbitro: | Bielmeier |

|  |           |                               |
|  | Marcatori | 17’, 34’ Fritz 83’ Engelhardt |

| Arbitro: | Trautmann |

|              |           |                      |
| Emmerich 24’ | Marcatori | 82’ Loos 85’ Haffner |

| Arbitro: | Raquet |

|            |           |  |
| Wagner 31’ | Marcatori |  |

| Arbitro: | Kammerer |

|  |           |            |
|  | Marcatori | 9’ Richter |

| Arbitro: | Wezel |

|           |           |                    |
| Brand 90’ | Marcatori | 11’ Němec 88’ Dürr |

| Erfurt 12 maggio 2001, ore 14:00 CEST 31ª giornata | Rot-Weiß Erfurt | 0 – 0 referto | Eintracht Treviri | Steigerwaldstadion (4 250 spett.)\| Arbitro: \| Wack \| |
| Arbitro:                                           | Wack            |               |                   |                                                         |

| Arbitro: | Albrecht |

|                                             |           |  |
| Schwartz 43’ Magdic 71’ Barlecaj 82’ (rig.) | Marcatori |  |

| Arbitro: | Kircher |

|                                        |           |                         |
| Hofmann 30’ Göktan 60’, 85’ Wuttke 86’ | Marcatori | 87’ Bach 89’ Hebestreit |

| Arbitro: | Pickel |

|  |           |            |
|  | Marcatori | 74’ Dzihic |

### Coppa di Germania
| Arbitro: | Weiner |

|  |           |                          |
|  | Marcatori | 8’ Medveď 58’ Scharinger |

## Statistiche

### Statistiche di squadra
| Competizione      | Punti | In casa | In casa | In casa | In casa | In casa | In casa | In trasferta | In trasferta | In trasferta | In trasferta | In trasferta | In trasferta | Totale | Totale | Totale | Totale | Totale | Totale | DR |
| Competizione      | Punti | G       | V       | N       | P       | Gf      | Gs      | G            | V            | N            | P            | Gf           | Gs           | G      | V      | N      | P      | Gf     | Gs     | DR |
| ----------------- | ----- | ------- | ------- | ------- | ------- | ------- | ------- | ------------ | ------------ | ------------ | ------------ | ------------ | ------------ | ------ | ------ | ------ | ------ | ------ | ------ | -- |
| Regionalliga sud  | 39    | 17      | 6       | 5       | 6       | 23      | 20      | 17           | 4            | 4            | 9            | 17           | 27           | 34     | 10     | 9      | 15     | 40     | 47     | -7 |
| Coppa di Germania | -     | 1       | 0       | 0       | 1       | 0       | 2       | 0            | 0            | 0            | 0            | 0            | 0            | 1      | 0      | 0      | 1      | 0      | 2      | -2 |
| Totale            | 39    | 18      | 6       | 5       | 7       | 23      | 22      | 17           | 4            | 4            | 9            | 17           | 27           | 35     | 10     | 9      | 16     | 40     | 49     | -9 |

### Andamento in campionato
| Giornata  | 1 | 2 | 3 | 4 | 5 | 6 | 7 | 8 | 9 | 10 | 11 | 12 | 13 | 14 | 15 | 16 | 17 | 18 | 19 | 20 | 21 | 22 | 23 | 24 | 25 | 26 | 27 | 28 | 29 | 30 | 31 | 32 | 33 | 34 |
| --------- | - | - | - | - | - | - | - | - | - | -- | -- | -- | -- | -- | -- | -- | -- | -- | -- | -- | -- | -- | -- | -- | -- | -- | -- | -- | -- | -- | -- | -- | -- | -- |
| Luogo     | C | T | C | T | C | T | C | T | C | T  | C  | T  | C  | T  | C  | C  | T  | T  | C  | T  | C  | T  | C  | T  | C  | T  | C  | T  | C  | T  | C  | T  | T  | C  |
| Risultato | V | V | P | P | V | N | N | P | N | N  | V  | N  | P  | N  | N  | P  | P  | P  | V  | V  | V  | P  | N  | P  | V  | V  | P  | P  | P  | V  | N  | P  | P  | P  |
| Posizione | 3 | 2 | 4 | 9 | 5 | 5 | 6 | 9 | 8 | 9  | 7  | 9  | 10 | 10 | 11 | 11 | 13 | 14 | 13 | 12 | 9  | 10 | 11 | 12 | 10 | 8  | 8  | 10 | 12 | 10 | 13 | 14 | 15 | 15 |

Legenda:

Luogo: C = Casa; T = Trasferta. Risultato: V = Vittoria; N = Pareggio; P = Sconfitta.

### Statistiche dei giocatori
| Giocatore     | Regionalliga sud | Regionalliga sud | Regionalliga sud | Regionalliga sud | Coppa di Germania | Coppa di Germania | Coppa di Germania | Coppa di Germania | Totale   | Totale | Totale      | Totale     |
| Giocatore     | Presenze         | Reti             | Ammonizioni      | Espulsioni       | Presenze          | Reti              | Ammonizioni       | Espulsioni        | Presenze | Reti   | Ammonizioni | Espulsioni |
| ------------- | ---------------- | ---------------- | ---------------- | ---------------- | ----------------- | ----------------- | ----------------- | ----------------- | -------- | ------ | ----------- | ---------- |
| D. Bach       | 26               | 1                | 8                | 1                | 0                 | 0                 | 0                 | 0                 | 26       | 1      | 8           | 1          |
| I. Bančić     | 30               | 0                | 15               | 1                | 1                 | 0                 | 1                 | 0                 | 31       | 0      | 16          | 1          |
| H. Cramer     | 11               | 2                | 2                | 1                | 1                 | 0                 | 0                 | 0                 | 12       | 2      | 2           | 1          |
| A. Dürr       | 31               | 5                | 4                | 0                | 1                 | 0                 | 0                 | 0                 | 32       | 5      | 4           | 0          |
| J. Emmerich   | 32               | 1                | 5                | 0                | 1                 | 0                 | 0                 | 0                 | 33       | 1      | 5           | 0          |
| M. Engelhardt | 32               | 4                | 4                | 1                | 1                 | 0                 | 0                 | 0                 | 33       | 4      | 4           | 1          |
| C. Ertmer     | 0                | 0                | 0                | 0                | 0                 | 0                 | 0                 | 0                 | 0        | 0      | 0           | 0          |
| T. Friedrich  | 20               | 1                | 8                | 1                | 1                 | 0                 | 0                 | 0                 | 21       | 1      | 8           | 1          |
| C. Fritz      | 32               | 10               | 16               | 1                | 1                 | 0                 | 0                 | 0                 | 33       | 10     | 16          | 1          |
| J. Große      | 20               | 0                | 9                | 0                | 1                 | 0                 | 0                 | 0                 | 21       | 0      | 9           | 0          |
| S. Hartung    | 15               | 0                | 2                | 0                | 0                 | 0                 | 0                 | 0                 | 15       | 0      | 2           | 0          |
| R. Hebestreit | 18               | 6                | 2                | 0                | 0                 | 0                 | 0                 | 0                 | 18       | 6      | 2           | 0          |
| N. Kiehn      | 2                | 1                | 0                | 0                | 0                 | 0                 | 0                 | 0                 | 2        | 1      | 0           | 0          |
| S. Kraus      | 34               | 0                | 2                | 0                | 1                 | 0                 | 0                 | 0                 | 35       | 0      | 2           | 0          |
| P. Kushev     | 14               | 1                | 3                | 0                | 0                 | 0                 | 0                 | 0                 | 14       | 1      | 3           | 0          |
| N. Loose      | 28               | 0                | 4                | 0                | 1                 | 0                 | 0                 | 0                 | 29       | 0      | 4           | 0          |
| C. Müller     | 7                | 0                | 2                | 0                | 0                 | 0                 | 0                 | 0                 | 7        | 0      | 2           | 0          |
| T. Münzberg   | 0                | 0                | 0                | 0                | 0                 | 0                 | 0                 | 0                 | 0        | 0      | 0           | 0          |
| P. Němec      | 24               | 3                | 2                | 0                | 1                 | 0                 | 0                 | 0                 | 25       | 3      | 2           | 0          |
| F. Nierlich   | 0                | 0                | 0                | 0                | 0                 | 0                 | 0                 | 0                 | 0        | 0      | 0           | 0          |
| H. Nowak      | 14               | 0                | 1                | 0                | 0                 | 0                 | 0                 | 0                 | 14       | 0      | 1           | 0          |
| S. Pätz       | 10               | 0                | 2                | 0                | 1                 | 0                 | 0                 | 0                 | 11       | 0      | 2           | 0          |
| R. Reschke    | 0                | 0                | 0                | 0                | 0                 | 0                 | 0                 | 0                 | 0        | 0      | 0           | 0          |
| N. Scheller   | 21               | 2                | 1                | 0                | 0                 | 0                 | 0                 | 0                 | 21       | 2      | 1           | 0          |
| F. Seifert    | 28               | 1                | 2                | 0                | 1                 | 0                 | 0                 | 0                 | 29       | 1      | 2           | 0          |
| A. Tews       | 22               | 1                | 5                | 1                | 0                 | 0                 | 0                 | 0                 | 22       | 1      | 5           | 1          |